# Cochlostoma nouleti
Cochlostoma nouleti ist eine auf dem Land lebende Schneckenart aus der Familie der Walddeckelschnecken (Cochlostomatidae) in der Ordnung Architaenioglossa („Alt-Bandzüngler“).

## Merkmale
Das rechtsgewundene Gehäuse ist 8 bis 12 mm hoch und 4,0 bis 5,3 mm breit. Es besitzt 7,0 bis 8,5 nur schwach gewölbte, gleichmäßig zunehmende Windungen; die Seitenlinie ist dadurch fast gerade. Lediglich der letzte Umgang ist an der Basis etwas abgeflacht. Die ersten Umgänge können unter der Peripherie leicht gewinkelt sein; die Kanten können durch die Naht verdeckt sein oder sehr nahe an der Naht liegen. Die erste halbe embryonal gebildete Windung besitzt nur schwache Falten, die bis zur zweiten Windung in dicht stehende Rippen (20 bis 25 pro Millimeter) übergehen. Danach alternieren 3 bis 4 größere Rippen pro Millimeter mit zwischen geschalteten 0 bis 3 schwächeren Rippen. Der Mündungsrand ist nach außen umgeschlagen und etwas verstärkt. Dieser nicht sehr breite, kragenartige Rand ist weiß gefärbt. Der Nabel ist eng. Das Gehäuse ist hornfarben bis dunkel grau-braun und weist häufig unregelmäßige, dunkle, axial verlaufende flammenähnliche Flecke auf. Außerdem sind zwei dunklere spiralige Bänder in der Nabelregion des Gehäuses vorhanden.
Der Weichkörper des Tieres ist grau gefärbt. Nahe der Basis der Tentakeln sitzt ein weißer Ring. Auch die Sohle ist gewöhnlich weiß. Das Männchen besitzt einen charakteristischen, in Wellen gelegten, schlüsselförmigen Penis mit einer abgeflachten Seite und darauf eine Ausbuchtung.

### Ähnliche Arten
Cochlostoma nouleti ähnelt oberflächlich einigen stark berippten Morphen von Cochlostoma crassilabrum. Allerdings unterscheidet sich C. nouleti durch die alternierenden, unterschiedlich kräftigen Rippen und das flammenartige Farbmuster von dieser Art. Die äußere Lippe ist weniger stark verkalkt, hat aber eine ringartige verdickte Zone. Die größten Ähnlichkeiten bestehen mit einer fossilen Art, Cochlostoma lugdunense (Delafond & Depéret, 1893) aus dem Pliozän von Burgund. Auch diese Art zeigt die alternierenden Rippen, die ringartig verdickte Zone der Außenlippe und das flammenartige Farbmuster. Bei der fossilen Art ist allerdings die verdickte ringartige Zone der Außenlippe stärker ausgeprägt und die Art ist deutlich kleiner. Auch der Höhen-/Breiten-Index ist variabler.

## Geographische Verbreitung und Lebensraum

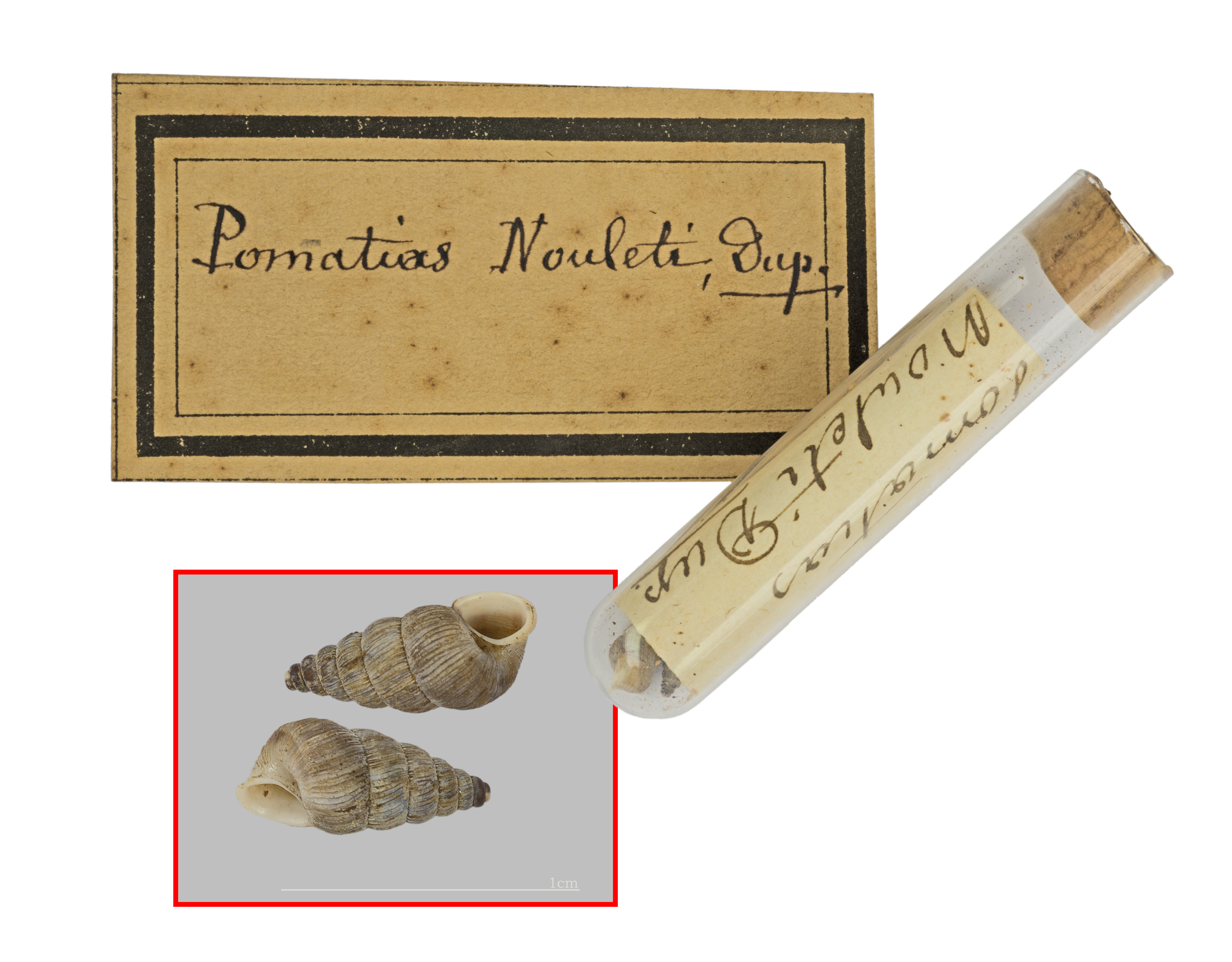
Holotypus von Cochlostoma nouleti (Dupuy, 1851) im Muséum de Toulouse, Frankreich

Das Verbreitungsgebiet der Art beschränkt sich auf die französischen Pyrenäen und deren nördliches Vorland (Départments Haute Garonne, Ariège. Pyrénées-Orientales und Aude). Sie kommt dort von etwa 400 bis 1600 m über Meereshöhe vor. Die Tiere leben zwischen und auf Felsen in Geröllhalden, meist in Flusstälern.

## Taxonomie
Das Taxon wurde 1851 von Dominique Dupuy als Pomatias Nouleti erstbeschrieben. Wilhelm Kobelt stellte die Art bereits 1902 zu Cochlostoma (Obscurella), eine Position im System, der auch die Fauna Europaea folgt.

## Belege

### Online
- AnimalBase – Cochlostoma nouleti